# Nopaltepec
Nopaltepec är en ort i kommunen med samma namn i delstaten Mexiko i Mexiko. Nopaltepec hade 3 941 invånare vid folkräkningen år 2020.